# Ortodoncie

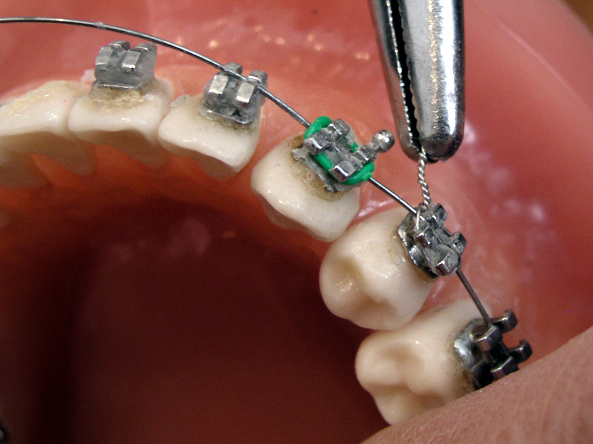
Příprava rovnátek

Ortodoncie, ze starořeckého orthos – přímý, rovný správný a -odont – zub, je odvětví zubního lékařství, které se zabývá studiem a léčením nepravidelností chrupu. Specializuje se tedy na diagnostikování, prevenci a léčbu zubních a obličejových anomálií, lidově posunu křivých zubů do jejich pravidelného postavení a uvedení čelistí do správných poloh.
Nesprávné postavení zubů a čelistí bývá časté. Téměř 30 % populace má natolik vadný skus, že jeho náprava vyžaduje ortodontický zásah. Tato léčba může trvat od pár měsíců po několik let. Zahrnuje použití rovnátek a dalších ortodontických aparátů, jejichž pomocí se chrup a čelisti uvedou do správného postavení či polohy. Je-li skus natolik vadný, že by tyto metody nepomohly, musí se vada řešit operativně. Takové chirurgické zákroky se obvykle provádějí brzy po dokončení růstu čelistí, neboť s kostmi se v tomto věku snáze manipuluje. Tyto operace provádí maxilofaciální chirurg.

## Historie
Počátky ortodoncie coby moderního oboru sahají do poloviny 19. století. K jejím průkopníkům patří mimo jiné
Norman William Kingsley (1829–1913) a Edward Angle (1855–1930). Angle vytvořil první jednoduchou klasifikaci vadného skusu, která se používá dodnes.